# Lijst van gemeenten van Tlaxcala
De Mexicaanse deelstaat Tlaxcala bestaat uit 60 gemeenten.
| INEGI | Gemeente                               | Inwoners | Oppervlakte | Hoofdplaats                | Inwoners |
| ----- | -------------------------------------- | -------- | ----------- | -------------------------- | -------- |
| 001   | Amaxac de Guerrero                     | 11.403   | 11,50 km²   | Amaxac de Guerrero         | -        |
| 002   | Apetatitlán de Antonio Carvajal        | 16.003   | 11,63 km²   | Apetatitlán                | 4.161    |
| 003   | Atlangatepec                           | 7.087    | 108,13 km²  | Atlangatepec               | -        |
| 004   | Atltzayanca                            | 18.111   | 186,46 km²  | Atltzayanca                | -        |
| 005   | Apizaco                                | 80.725   | 43,46 km²   | Ciudad de Apizaco          | 47.632   |
| 006   | Calpulalpan                            | 51.172   | 254,82 km²  | Calpulalpan                | 33.263   |
| 007   | El Carmen Tequexquitla                 | 17.332   | 58,52 km²   | El Carmen Tequexquitla     | -        |
| 008   | Cuapiaxtla                             | 16.222   | 84,69 km²   | Cuapiaxtla                 | 8.398    |
| 009   | Cuaxomulco                             | 5.928    | 16,58 km²   | Cuaxomulco                 | 3.213    |
| 010   | Chiautempan                            | 73.215   | 77,09 km²   | Santa Ana Chiautempan      | 53.373   |
| 011   | Muñoz de Domingo Arenas                | 4.755    | 36,34 km²   | Muñoz                      | 2.477    |
| 012   | Españita                               | 9.416    | 140,18 km²  | Españita                   | 3.119    |
| 013   | Huamantla                              | 98.764   | 340,33 km²  | Huamantla                  | 59.871   |
| 014   | Hueyotlipan                            | 15.190   | 175,86 km²  | Hueyotlipan                | 4.911    |
| 015   | Ixtacuixtla de Mariano Matamoros       | 38.970   | 29,93 km²   | Villa Mariano Matamoros    | 6.946    |
| 016   | Ixtenco                                | 7.504    | 43,56 km²   | Ixtenco                    | 7.436    |
| 017   | Mazatecochco de José María Morelos     | 11.592   | 14,68 km²   | Mazatecochco               | 11.580   |
| 018   | Contla de Juan Cuamatzi                | 38.579   | 26,27 km²   | Contla                     | 30.417   |
| 019   | Tepetitla de Lardizábal                | 22.274   | 28,68 km²   | Tepetitla                  | 9.606    |
| 020   | Sanctórum de Lázaro Cárdenas           | 9.432    | 100,48 km²  | Sanctórum                  | 5.259    |
| 021   | Nanacamilpa de Mariano Arista          | 18.686   | 109,29 km²  | Ciudad de Nanacamilpa      | 13.401   |
| 022   | Acuamanala de Miguel Hidalgo           | 6.432    | 14,95 km²   | Acuamanala                 | 1.911    |
| 023   | Natívitas                              | 26.309   | 56,30 km²   | Natívitas                  | 1.421    |
| 024   | Panotla                                | 28.357   | 61,29 km²   | Panotla                    | 8.696    |
| 025   | San Pablo del Monte                    | 82.688   | 60,28 km²   | San Pablo del Monte        | 70.224   |
| 026   | Santa Cruz Tlaxcala                    | 24.116   | 25,90 km²   | Santa Cruz Tlaxcala        | 5.845    |
| 027   | Tenancingo                             | 12.974   | 12,05 km²   | Tenancingo                 | 12.892   |
| 028   | Teolocholco                            | 25.257   | 77,91 km²   | Teolocholco                | 19.147   |
| 029   | Tepeyanco                              | 13.328   | 16,58 km²   | Tepeyanco                  | 3.223    |
| 030   | Terrenate                              | 15.475   | 150,76 km²  | Terrenate                  | 5.643    |
| 031   | Tetla de la Solidaridad                | 35.284   | 169,89 km²  | Tetla de la Solidaridad    | 17.480   |
| 032   | Tetlatlahuca                           | 13.561   | 25,24 km²   | Tetlatlahuca               | 4.618    |
| 033   | Tlaxcala                               | 99.896   | 52,46 km²   | Tlaxcala de Xicohténcatl   | 13.555   |
| 034   | Tlaxco                                 | 45.438   | 573,39 km²  | Tlaxco                     | 14.806   |
| 035   | Tocatlán                               | 6.294    | 14,27 km²   | Tocatlán                   | 6.230    |
| 036   | Totolac                                | 22.529   | 13,89 km²   | San Juan Totolac           | 7.584    |
| 037   | Zitlaltépec de Trinidad Sánchez Santos | 9.207    | 69,17 km²   | Zitlaltépec                | 6.926    |
| 038   | Tzompantepec                           | 18.006   | 38,39 km²   | Tzompantepec               | 2.102    |
| 039   | Xalostoc                               | 25.607   | 41,90 km²   | San Cosme Xalostoc         | 11.838   |
| 040   | Xaltocan                               | 10.601   | 102,66 km²  | Xaltocan                   | 1.328    |
| 041   | Papalotla de Xicohténcatl              | 33.499   | 24,46 km²   | Papalotla                  | 25.988   |
| 042   | Xicohtzinco                            | 14.197   | 7,33 km²    | Xicohtzinco                | 14.197   |
| 043   | Yauhquemehcan                          | 42.242   | 36,68 km²   | San Dionisio Yauhquemehcan | 4.544    |
| 044   | Zacatelco                              | 45.717   | 31,38 km²   | Zacatelco                  | 45.587   |
| 045   | Benito Juárez                          | 6.211    | 25,85 km²   | Benito Juárez              | 6.185    |
| 046   | Emiliano Zapata                        | 4.951    | 49,26 km²   | Emiliano Zapata            | 3.364    |
| 047   | Lázaro Cárdenas                        | 3.534    | 25,42 km²   | Lázaro Cárdenas            | 3.117    |
| 048   | La Magdalena Tlaltelulco               | 19.036   | 11,71 km²   | La Magdalena Tlaltelulco   | 19.036   |
| 049   | San Damián Texoloc                     | 5.884    | 10,17 km²   | San Damián Texoloc         | 5.832    |
| 050   | San Francisco Tetlanohcan              | 11.761   | 39,61 km²   | San Francisco Tetlanohcan  | 11.746   |
| 051   | San Jerónimo Zacualpan                 | 4.092    | 7,81 km²    | San Jerónimo Zacualpan     | 4.061    |
| 052   | San José Teacalco                      | 6.436    | 36,23 km²   | San José Teacalco          | 6.178    |
| 053   | San Juan Huactzinco                    | 7.688    | 4,50 km²    | San Juan Huactzinco        | 7.679    |
| 054   | San Lorenzo Axocomanitla               | 5.689    | 4,54 km²    | San Lorenzo Axocomanitla   | 5.007    |
| 055   | San Lucas Tecopilco                    | 3.077    | 28,59 km²   | San Lucas Tecopilco        | 2.892    |
| 056   | Santa Ana Nopalucan                    | 7.952    | 9,07 km²    | Santa Ana Nopalucan        | 7.951    |
| 057   | Santa Apolonia Teacalco                | 4.636    | 8,06 km²    | Santa Apolonia Teacalco    | 4.624    |
| 058   | Santa Catarina Ayometla                | 9.463    | 10,09 km²   | Santa Catarina Ayometla    | 9.458    |
| 059   | Santa Cruz Quilehtla                   | 7.750    | 5,46 km²    | Santa Cruz Quilehtla       | 5.557    |
| 060   | Santa Isabel Xiloxoxtla                | 5.443    | 5,87 km²    | Santa Isabel Xiloxoxtla    | 5.443    |

| Detailkaart                         |
| ----------------------------------- |
|                                     |
| Ligging Tlaxcala binnen Mexico      |
|                                     |
| Gemeenten ingedeeld naar INEGI code |

Acuamanala de Miguel Hidalgo · Altzayanca · Amaxac de Guerrero · Apetatitlán de Antonio Carvajal · Apizaco · Atlangatepec · Benito Juárez · Calpulalpan · Chiautempan · Contla de Juan Cuamatzi · Cuapiaxtla · Cuaxomulco · El Carmen Tequexquitla · Emiliano Zapata · Españita · Huamantla · Hueyotlipan · Ixtacuixtla de Mariano Matamoros · Ixtenco · La Magdalena Tlaltelulco · Lázaro Cárdenas · Mazatecochco de José María Morelos · Muñoz de Domingo Arenas · Nanacamilpa de Mariano Arista · Nativitas · Panotla · Papalotla de Xicohtencatl · Sanctorum de Lázaro Cárdenas · San Damián Texoloc · San Francisco Tetlanohcan · San Jerónimo Zacualpan · San José Teacalco · San Juan Huactzinco · San Lorenzo Axocomanitla · San Lucas Tecopilco · San Pablo del Monte · Santa Ana Nopalucan · Santa Apolonia Teacalco · Santa Catarina Ayometla · Santa Cruz Quilehtla · Santa Cruz Tlaxcala · Santa Isabel Xiloxoxtla · Tenancingo · Teolocholco · Tepetitla de Lardizabal · Tepeyanco · Terrenate · Tetla de la Solidaridad · Tetlatlahuca · Tlaxcala · Tlaxco · Tocatlán · Totolac · Tzompantepec · Xaloztoc · Xaltocan · Xicohtzinco · Yauhquemecan · Zacatelco · Zitlaltepec de Trinidad Sánchez Santos